# 808s & Heartbreak
808s & Heartbreak — четвертий студійний альбом американського репера Каньє Веста, що вийшов 24 листопада 2008 року на лейблах Roc-A-Fella Records та Def Jam Recordings. Каньє Вест проводив запис між вереснем і жовтнем 2008-го року в студії Glenwood, Бербанк (Каліфорнія) і студії звукозапису Avex в Гонолулу (Гаваї). У продюсуванні альбому брали участь такі продюсери як No I.D., Jeff Bhasker та інші. У записі пісень також брали участь Kid Cudi, Young Jeezy, Mr Hudson та Lil Wayne.
Альбом 808s & Heartbreak став результатом важкого життєвого періоду Каньє Веста після смерті його матері Донди в листопаді 2007 року та розриву з тодішньою нареченою Алексіс Файфер у квітні 2008 року, й ознаменував значний художній відхід Каньє від його попередніх реп-альбомів. Сам Каньє Вест кваліфікує жанр альбому як поп, але 808s & Heartbreak містить також елементи жанрів синті-попу, R&B та електропопу, а в більшості треків альбому Каньє співає, на відміну від попередніх альбомів. Пісні альбому досліджують ліричні теми, такі як втрата, самотність та душевний біль, а також боротьбу зі славою поп-зірки. Також в альбомі широко використовується ефект Auto-Tune, мінорні тональності, драм-машина Roland TR-808, електронний продакшн та мінімалістична звукова палітра, що робить звук нетиповим для тодішнього хіп-хопу.
Альбом дебютував під номером один в американському чарті Billboard 200 з 450 145 проданих копій в перший тиждень. Незважаючи на різні відгуки слухачів, альбом отримав позитивні відгуки від більшості музичних критиків, які загалом високо оцінили експерименти Каньє Веста. Вийшло чотири сингли, зокрема хіт-синглич «Love Lockdown», який став найвищим дебютом у Billboard Hot 100 у кар’єрі Каньє, і «Heartless». Незважаючи на позитивний відгук критиків, альбом отримав номінацію на 52-гу премію «Греммі», хоча сингл «Amazing» був номінований у категорії «Найкраще реп-виконання дуетом або групою».
808s & Heartbreak справив значний вплив на хіп-хоп, поп та R&B, і заклав фундамент для нової хвилі реперів, співаків та продюсерів, які перейняли його стилістичні та тематичні елементи. Подальший вплив відзначився завдяки новаторству в емо-репі та експериментальних піджанрах R&B. 2009 року журнал Rolling Stone поставив цей альбом на 63 місце в списку найпродаваніших альбомів 2000-х років. Пізніше цей же журнал включив альбом до свого списку «40 найреволюційніших альбомів усіх часів» і поставив його на 244 місце у своєму переглянутому списку «500 найкращих альбомів усіх часів». До 2013 року альбом розійшовся тиражем у 1,7 мільйона копій у Сполучених Штатах, а у 2020 році Асоціація звукозаписної індустрії Америки (RIAA) присудила йому тричі платиновий статус.

## Передісторія
— Каньє Вест (2008)
Після випуску альбому Graduation у 2007 році, частина року, що залишилася, і весь наступний були для Канье Веста сповнені емоційних потрясінь. 10 листопада 2007 року померла його мати, Донда Вест, внаслідок ускладнень під час хірургічної операції. Через кілька місяців, у квітні 2008 року, Вест розлучився зі своєю нареченою Алексіс Файфер, з якою почав стосунки в 2002 році. У той же час, Каньє Вест намагався пристосуватися до нового для нього статусу зірки, якого він колись прагнув. Втрати, самотність і туга за дружнім спілкуванням і відчуттям нормального життя послужили натхненням при створенні концепції 808s & Heartbreak.  Пізніше Каньє сказав: «Цей альбом був терапевтичним – на вершині дуже самотньо». 
Каньє вирішив, що почуття, які були в його серці, неможливо передати через реп. Він змінив жанр альбому на поп. Він визнав критику альбому, сказавши, що його не можна судити за відображенням його «серця та душі», що було б схоже на спробу судити про любов бабусі. Пізніше репер заявив, що хоче представити музику як новий жанр під назвою «попарт», уточнивши, що він добре знає однойменний рух візуального мистецтва та хоче представити музичний еквівалент.

### Запис

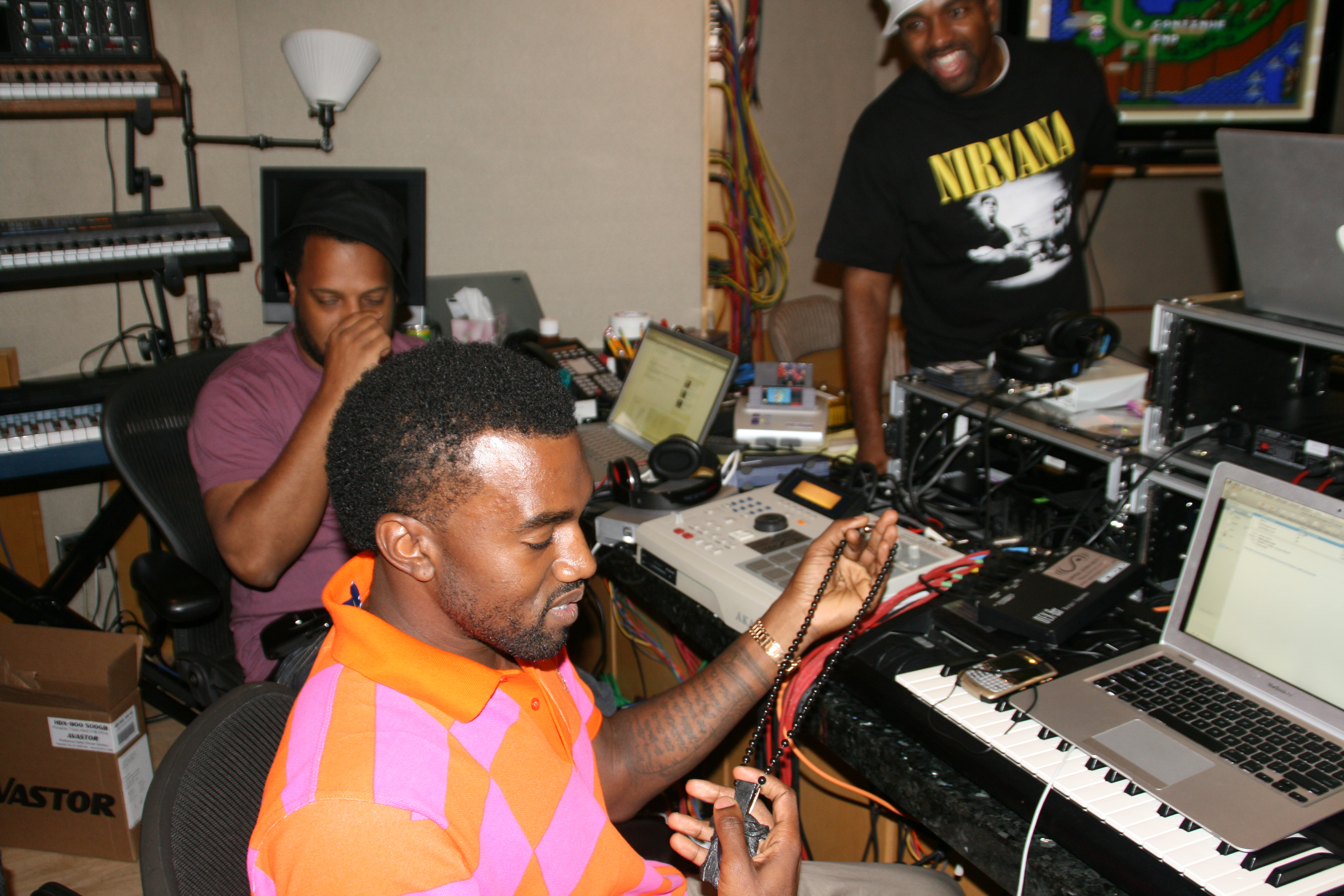
Каньє Вест (у центрі) записує 808s & Heartbreak на студії із продюсером No I.D. (зліва).

Альбом був записаний приблизно за 3 тижні з вересня до жовтня 2008 року. Запис проходив на студії Glenwood у місті Бербанк та на гавайській студії Avex Recording у Гонолулу. 808 у назві є посиланням на драм-машину Roland TR-808, яка активно використовувалася в альбомі. Черпаючи натхнення у таких синті-поп виконавців 1980-х років, як Філ Коллінз, Гері Ньюман та Бой Джордж, Каньє вважав, що TR-808 — інструмент, який допомагає викликати емоції. Цю концепцію йому представив Джон Брайон. Він брав звуки, створені з допомогою драм-машини, і змінював висоту звуку. Він назвав цей ефект «heartbreak» (з англ. — «розчарування»). Він відчував, що звук із цим ефектом передає його стан душі. Що стосується музичного напрямку, то, за словами Майка Діна, наміри Веста полягали в тому, щоб кинути виклик типовому звучанню хіп-хоп бітів, натомість нагадуючи про присутність трайбл-барабанів. Загалом, Каньє Вест дотримувався «мінімалістичного, але функціонального» підходу до створення альбому.

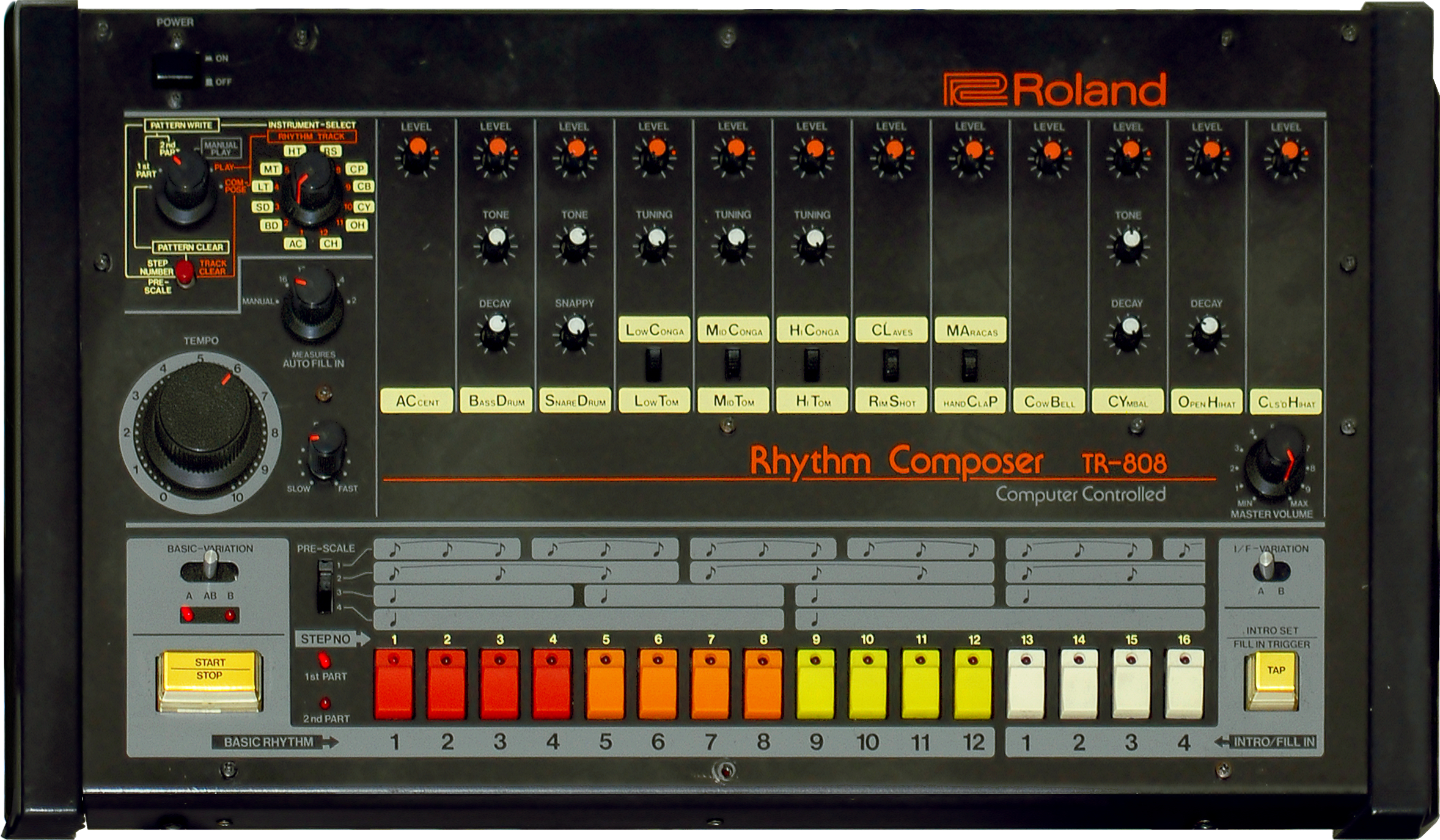
Roland TR-808 — драм-машина, яка була основним інструментом на альбомі

Вест зазначив, що репер Кід Каді, який незадовго до цього підписав контракт з його лейблом GOOD Music, допоміг створити суворе, похмуре звучання альбому. Після того, як Каньє почув мікстейп Каді A Kid Named Cudi 2008 року, вінстав його палким шанувальником, особливо його хіта «Day 'n' Nite». Потім він позвонив Кід Каді і попросив його полетіти на Гаваї для роботи над 808s & Heartbreak.
Також код Гавайських островів, де проводився запис альбому — 808. Проте Каньє Вест стверджує, що на той момент він вже знав майбутню назву альбому, коли дізнався про це. В альбомі широко використовують технологію Auto-Tune. Каньє Вест вже експериментував з нею на альбомі The College Dropout у бек-вокалі треків «Jesus Walks» і «Never Let Me Down», але до 2008 року не використовував її для основного вокалу. «Ми працювали над реміксами для «Lollipop» Ліл Вейна та «Put On» Young Jeezy, і він закохався в Auto-Tune», – згадував продюсер Майк Дін. Ближче до кінця Каньє Вест запросив T-Pain для коучингу щодо використання цієї технології. В інтерв'ю Billboard Ті-Пейн сказав, що Вест розповідав йому, що слухав його дебютний альбом Rappa Ternt Sanga, перш ніж записувати 808s & Heartbreak. Ті-Пейн також стверджував, що Каньє запросив його, щоб 808s звучав більш схоже на його дебютний альбом. Вест заявив, що йому подобається використовувати Auto-Tune, і відкинув зауваження тих, кому не подобалася ця технологія. На заході з прослуховування він вважав її «найсмішнішою річчю у використанні». Далі Каньє Вест заявив, що цінує те, як автотюн чітко показує, коли він не попадає в ноту, але дозволяє йому «співати досконаліше».
Незадовго до релізу в інтернеті з'явилася пісня «RoboCop». Каньє Вест заявив, що він до цього не причетний і засмутився цим фактом, оскільки це була незакінчена версія.

## Реліз та промоушн

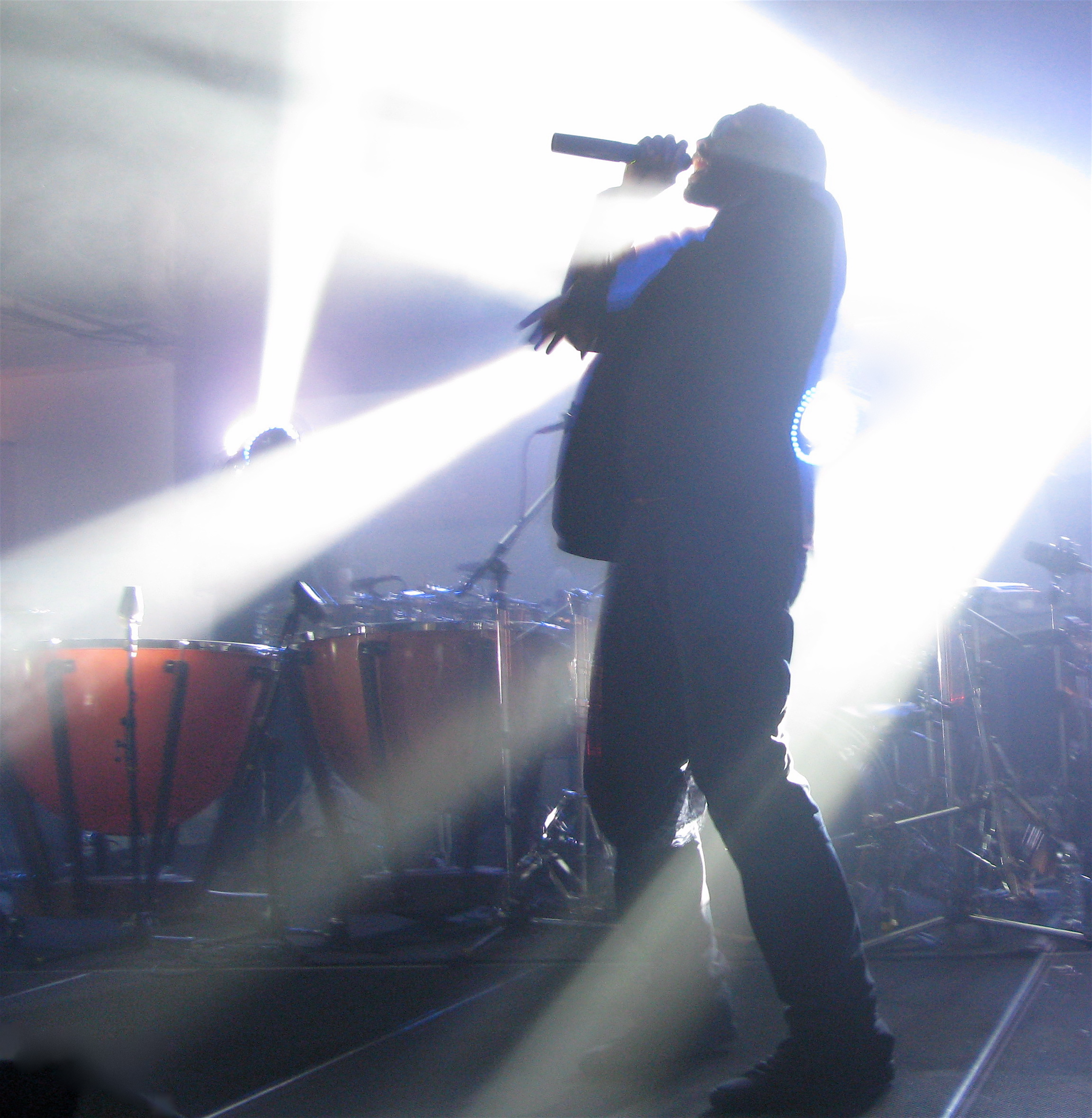
Каньє Вест виступає на національному з'їзді Демократичної партії 2008 року перед випуском альбому

У серпні 2008 року Каньє Вест виступив на Національному з'їзді Демократичної партії, де він також продемонстрував демоверсію «Love Lockdown» Дейву Сірульніку, продюсеру MTV. Згодом він виконав її наживо на церемонії вручення нагород MTV Video Music Awards 2008 року, де він виступав разом із 20 барабанщиками. На темно-фіолетовій сцені він з'явився з афро-маллетом та сірому твідовому піджаку, пошитому зі значком у формі розбитого серця, які, за словами журналіста Rolling Stone Чарльза Холмса, символізуватимуть еру альбому 808s & Heartbreak у кар'єрі Каньє Веста: «Його голос тремтів, його впевненість на сцені була явно крихкою, але епоха 808s, тим не менш, почалася».
24 вересня 2008 року Каньє Вест заявив, що закінчив альбом і збирається випустити його в листопаді. Пізніше він заявив, що реліз заплановано на 25 листопада. Але реліз був перенесений, щоб скористатися вихідними до Дня Подяки. Спеціальна версія альбому вийшла 16 грудня і містить альбом у CD та LP форматах, а також ілюстрації, перероблені графіті-артистом KAWS, творцем оригінальної обкладинки альбому.
16 жовтня Каньє випустив уривок із пісні «Coldest Winter» на радіостанції Power 106. У треку використовуються елементи пісні гурту Tears for Fears «Memories Fade».  Пізніше в інтернет просочилася пісня «Paranoid». Також було анонсовано ремікс пісні «Paranoid», виконаний Ріанною, але він так і не з'явився. Також перед релізом з'явилися пісні «Amazing» спільно з Young Jeezy, «See You in My Nightmares» спільно з Lil Wayne, «Street Lights», «Say You Will», «Welcome to Heartbreak» спільно з Kid Cudi та «Bad News». Додатковий трек «Pinocchio Story», фрістайл записаний на концерті в Сінгапурі, був доданий на прохання Бейонсе.
14 жовтня Каньє Вест у співпраці з італійською художницею Ванессою Бікрофт провів презентацію свого нового альбому в ACE Gallery. Було запрошено понад 700 гостей. У центрі кімнати стояло 40 оголених жінок у масках, на них світило світло, яке змінювалося в такт музиці. Коли настав час говорити, Каньє Вест заявив, що він фанат робіт Бікрофт, і що йому подобається ідея наготи, оскільки «на певному етапі суспільство змусило нас носити одяг». Бікрофт заявила, що вона прослухала альбом і те, що вона почула, торкається її життя. Через п'ять днів вийшли фотографії до альбому, які зробив фотограф Віллі Вандерперр. На них зображений Каньє Вест, одягнений у сірий картатий костюм, білу сорочку, у великих окулярах та зі значком у вигляді серця, яке стало символом альбому.
Обкладинка альбому виконана в такому ж мінімалістичному стилі. На обкладинці зображено спущену повітряну кульку у формі серця. Її сфотографувала Крістен Йінгст, а дизайнерами стали Вірджил Абло та Вілло Перрон, а обкладинку делюкс-видання створив поп-художник Kaws. Обкладинка альбому також містить фотографії Каньє Веста, зроблені Віллі Вандерперром, та фотографію Каньє, який цілує свою матір у щоку, зроблену Денні Клінчем у 2006 році. У 2013 році журнал Complex назвав її найкращою обкладинкою реп-альбому за останні п'ять років.
У жовтні 2009 року Каньє Вест мав вирушити у тур «Fame Kills: Starring Kanye West and Lady Gaga» для просування альбомів 808s & Heartbreak і The Fame Monster Леді Гаги. Тур було скасовано 1 жовтня 2009 року без пояснень. Кілька пісень з альбому, такі як «Heartless», «Amazing» та «Say You Will», Каньє Вест виконав під час свого живого виступу на VH1 Storytellers.

## Комерційний успіх
У перший тиждень продажів було продано 450 145 копій альбому. Альбом піднявся з 11 на 5 місце у хіт-параді Billboard 200. 27 січня 2009 року 808s & Heartbreak отримав статус платинового за продаж понад мільйона копій у США. За даними Nielsen SoundScan станом на 14 червня 2013 року в США було продано 1,7 мільйона копій альбому; 1,63 мільйона цих копій було продано до 24 лютого 2010 року. 23 листопада 2020 року альбом був сертифікований як тричі платиновий.
Відразу після релізу сингл «Love Lockdown» дебютував 3 позиції чарту Billboard Hot 100 і став «Hot Shot Debut». В iTunes Store було продано 1,3 мільйона копій, що зробило сингл платиновим. Сингл отримав позитивні відгуки критиків, що призвело до того, що журнал Time назвав його «піснею року». 23 вересня 2020 року він був сертифікований RIAA як чотири рази платиновий за продаж 4 000 000 одиниць у США. Другий сингл, «Heartless», посів 4 місце в Billboard Hot 100. Він отримав семикратний платиновий сертифікат, продавши понад 7 000 000 одиниць у США. Частково завдяки імпульсу, викликаному випуском альбому, певні треки досягли успіху в чартах, незважаючи на те, що вони фактично не вийшли як сингли протягом 2008 року. 10-й трек «See You in My Nightmares» став ще одним «Hot Shot Debut», досягнувши піку під номером 21 у США та номер 22 у Канаді, тоді як четвертий трек «Amazing» спочатку потрапив під номер 81 у Hot 100. Після цього «Welcome to Heartbreak» досяг 87 місця в Pop 100. 808s & Heartbreak та його сингли допомогли Каньє Весту піднятися на перше місце в чартах Billboard 2009 року як найкращий виконавець серед чоловіків у Billboard 200 і Hot 100.

## Прийом критиків
Альбом здебільшого отримав позитивні відгуки критиків. На підставі 36 рецензій, Metacritic поставив альбому оцінку 75 із 100. Рецензент USA Today Стів Джонс, дав альбому 4 з 4 зірок і заявив: «Вест вміло використовує драм-машину і Auto-Tune, чим і передає свій душевний біль і гнів». Ден Кейрн з The Times дав альбому 5 зірок із 5. Критики журналу Vibe заявили, що «це найкращий альбом Каньє Веста на сьогоднішній день», а критики з The Washington Post назвали альбом «шедевром століття інформаційних технологій, що розповідає про почуття однієї людини, тоді як мільйони перевіряють свої блоги» і визнали «кращим альбомом року». Газета Newsday дала альбому рейтинг «A» і назвала його «суворим і дисциплінованим», у той час як Los Angeles Times, оцінивши особливість альбому, сказала: «808s & Heartbreak може відлякати деяких слухачів і здатися втомливим, але він не просто ляльковий театр. Точніше, він ним є, і це ще більше вражає».

## Спадщина і вплив
Хоча Каньє Вест задумував 808s & Heartbreak як меланхолійний поп-альбом, він мав значний вплив на хіп-хоп. У той час як його рішення співати про кохання, самотність і душевний біль протягом усього альбому спочатку було сильно розкритиковане музичною аудиторією, і альбому пророчили провал. Його подальше визнання критиків і комерційний успіх спонукали інших мейнстрімових реперів до більшої творчості. ризикують своєю музикою. Під час реклами The Blueprint 3 Jay-Z сказав, що його наступний студійний альбом буде експериментальним, заявивши: «...це не буде альбом №1. Ось де я зараз. Я хочу зробити найекспериментальніший альбом з усіх, що я коли-небудь створював». Jay-Z уточнив, що, як і Вест, він був незадоволений сучасним хіп-хопом, надихався інді-рокерами, такими як Grizzly Bear, і заявив, що рух інді-року відіграватиме важливу роль у продовженні еволюції хіп-хопу. Альбом вплинув стилістично на хіп-хоп і заклав основу для нової хвилі хіп-хоп виконавців, які загалом уникали типового реп-хвальства заради інтимної теми та самоаналізу, включаючи B.o.B., Kid Cudi, Childish Gambino, Frank Ocean і Drake. 
808s & Heartbreak вважають початком піджанру емо-реп. За словами Грега Кота з Chicago Tribune, 808s & Heartbreak започаткували «хвилю внутрішньої чутливості» та реперів, натхненних емо, наприкінці 2000-х років.

## Список композицій
| #     | Назва                                                               | Автор                                                                                          | Продюсер(и)                          | Тривалість |
| ----- | ------------------------------------------------------------------- | ---------------------------------------------------------------------------------------------- | ------------------------------------ | ---------- |
| 1.    | «Say You Will»                                                      | Kanye West Jeff Bhasker Jay Jenkins Malik Jones Benjamin McIldowie Dexter Mills                | Kanye West                           | 6:18       |
| 2.    | «Welcome to Heartbreak» (за участю Kid Cudi)                        | West Bhasker Patrick Reynolds Scott Mescudi                                                    | Kanye West Bhasker [a] Plain Pat [a] | 4:23       |
| 3.    | «Heartless»                                                         | West Ernest Wilson Mescudi Jones                                                               | Kanye West No I.D. [a]               | 3:31       |
| 4.    | «Amazing» (за участю Young Jeezy)                                   | West Jones Mills Bhasker Jenkins                                                               | Kanye West Bhasker [a]               | 3:58       |
| 5.    | «Love Lockdown»                                                     | West Bhasker Jenny-Bea Englishman Jones LaNeah Menzies                                         | Kanye West Bhasker [a]               | 4:30       |
| 6.    | «Paranoid» (за участю Mr Hudson)                                    | West Reynolds Mescudi Mills Bhasker                                                            | Kanye West Bhasker [a] Plain Pat [a] | 4:38       |
| 7.    | «RoboCop»                                                           | West Englishman Jones Mills Mescudi Anthony Williams Bhasker Faheem Najm Jenkins Patrick Doyle | Kanye West                           | 4:34       |
| 8.    | «Street Lights»                                                     | West Englishman Williams McIldowie                                                             | Kanye West Mr Hudson [a]             | 3:10       |
| 9.    | «Bad News»                                                          | West George Bass                                                                               | Kanye West                           | 3:59       |
| 10.   | «See You in My Nightmares» (за участю Lil Wayne)                    | West Wilson Bhasker Dwayne Carter                                                              | Kanye West No I.D. [a]               | 4:18       |
| 11.   | «Coldest Winter»                                                    | West Wilson Roland Orzabal                                                                     | Kanye West No I.D. [a] Bhasker [a]   | 2:44       |
| 12.   | «Pinocchio Story (Freestyle Live from Singapore)» (прихований трек) | West                                                                                           | Kanye West                           | 6:02       |
| 51:58 |                                                                     |                                                                                                |                                      |            |

Примітки
- ↑  означає співпродюсера
- «Welcome to Heartbreak» містить фоновий вокал Джеффа Баскера
- «Amazing» містить фоновий вокал Mr Hudson і Тоні Вільямса
- «Paranoid» містить фоновий вокал Kid Cudi
- «RoboCop» містить фоновий вокал Тоні Вільямса та Джеффа Баскера
- «Street Lights» містить фоновий вокал Esthero і Тоні Вільямса

Семпли
- «RoboCop» містить частини фільму «Поцілунки під дощем», написаного Патріком Дойлом
- «Bad News» містить семпл із «See Line Woman» у виконанні Ніни Сімон і авторства Джорджа Басса
- «Coldest Winter» містить інтерполяцію «Memories Fade», написаної Роландом Орзабалом

## Чарти
| Чарт (2008)                                          | Пікова позиція |
| ---------------------------------------------------- | -------------- |
| Австралія Australian Albums (ARIA)                   | 12             |
| Австрія Austrian Albums (Ö3 Austria)                 | 50             |
| Бельгія Belgian Albums (Ultratop Flanders)           | 21             |
| Бельгія Belgian Albums (Ultratop Wallonia)           | 69             |
| Канада Canadian Albums (Billboard)                   | 4              |
| Нідерланди Dutch Albums (MegaCharts)                 | 42             |
| Франція French Albums (SNEP)                         | 52             |
| Німеччина German Albums (Offizielle Top 100)         | 30             |
| Греція Greek Albums (IFPI)                           | 16             |
| Ірландія Irish Albums (IRMA)                         | 11             |
| Італія Italian Albums (FIMI)                         | 65             |
| Японія Japanese Albums (Oricon)                      | 25             |
| Нова Зеландія New Zealand Albums (Recorded Music NZ) | 15             |
| Норвегія Norwegian Albums (VG-lista)                 | 19             |
| Шотландія Scottish Albums (OCC)                      | 16             |
| Швейцарія Swiss Albums (Schweizer Hitparade)         | 13             |
| Велика Британія UK Albums (OCC)                      | 11             |
| Велика Британія UK R&B Albums (OCC)                  | 3              |
| США Billboard 200                                    | 1              |
| США Top R&B/Hip-Hop Albums (Billboard)               | 1              |

| Чарт (2008)                             | Позиція |
| --------------------------------------- | ------- |
| Австралія Australia Urban Albums (ARIA) | 16      |
| Велика Британія UK Albums (OCC)         | 131     |
| Worldwide Charts (IFPI)                 | 31      |

| Чарт (2009)                             | Позиція |
| --------------------------------------- | ------- |
| Австралія Australia Urban Albums (ARIA) | 15      |
| Канада Canadian Albums (Billboard)      | 22      |
| Велика Британія} UK Albums (OCC)        | 125     |
| США Billboard 200                       | 7       |
| США Top R&B/Hip-Hop Albums (Billboard)  | 5       |

## Сертифікації
| Регіон | Сертифікація  | Продажі   |
| --- | ------------- | --------- |
| Австралія (ARIA)                                                                                                 | Золотий       | 35 000^   |
| Канада (Music Canada)                                                                                            | Платиновий    | 80 000^   |
| Данія (IFPI Denmark)                                                                                             | Платиновий    | 20 000    |
| Ірландія (IRMA)                                                                                                  | Платиновий    | 15 000^   |
| Велика Британія (BPI)                                                                                            | Платиновий    | 300 000   |
| США (RIAA) | 3× Платиновий | 3,700,000 |
| ^відвантаження, що базуються лише на сертифікаціях · продажі+прослуховування, що базуються лише на сертифікаціях |               |           |